# 团花石豆兰
团花石豆兰（学名：Bulbophyllum bittnerianum）为兰科石豆兰属下的一个种。

## 扩展阅读
- 維基物種上的相關：团花石豆兰